# Socket TR4
Socket TR4 (сокр. от англ. Socket Ryzen Threadripper 4, также Socket SP3r2) — тип разъёма от AMD для семейства микропроцессоров Ryzen Threadripper, представленный 10 августа 2017 года. Физически очень близок к серверному разъёму AMD Socket SP3, однако несовместим с ним.
Socket TR4 стал первым разъёмом типа LGA для потребительских продуктов у компании AMD (ранее LGA применялся ею в серверном сегменте, а процессоры для домашних компьютеров выпускались в корпусе типа FC-PGA).
Сокет поддерживает процессоры с 8—32 ядрами и предоставляет возможность подключения оперативной памяти по 4 каналам DDR4 SDRAM. Через сокет проходит 64 линии PCI Express 3 поколения (4 используются для чипсета), несколько каналов USB 3.1 и SATA.
Использует чипсет X399 поддерживает процессоры сегмента HEDT (High-End Desktop) стоимостью 500—1000 долл. Процессоры, использующие TR4:
- AMD Ryzen Threadripper (август 2017)
  - Threadripper 1950X (16 ядер) 32 потока, кэш L3=32 МБ, TDP=180 Вт.
  - Threadripper 1920X (12 ядер) 24 потока, кэш L3=32 МБ, TDP=180 Вт.
  - Threadripper 1900X (8 ядер) 16 потоков, кэш L3=16 МБ[9], TDP=180 Вт.
- AMD Ryzen Threadripper 2 (август 2018)
  - Threadripper 2990WX (32 ядра)[10] 64 потока, кэш L3=64 МБ, TDP=250 Вт.
  - Threadripper 2970WX (24 ядра) 48 потоков, кэш L3=64 МБ, TDP=250 Вт.
  - Threadripper 2950X (16 ядер) 32 потока, кэш L3=32 МБ, TDP=180 Вт.
  - Threadripper 2920X (12 ядер) 24 потока, кэш L3=32 МБ, TDP=180 Вт.

Использует сложный многостадийный процесс монтажа процессора в разъём с применением специальных удерживающих рамок: внутренней, закрепленной защелками к крышке корпуса микросхемы, и внешней, закрепляемой винтами к сокету. Журналисты отмечают очень большой физический размер разъёма и сокета, называя его самым большим форматом для потребительских процессоров. Из-за размера ему требуются специализированные системы охлаждения, способные отводить до 180 Вт (до 250 Вт в случае процессоров с суффиксом WX).